# アジム・プレムジ

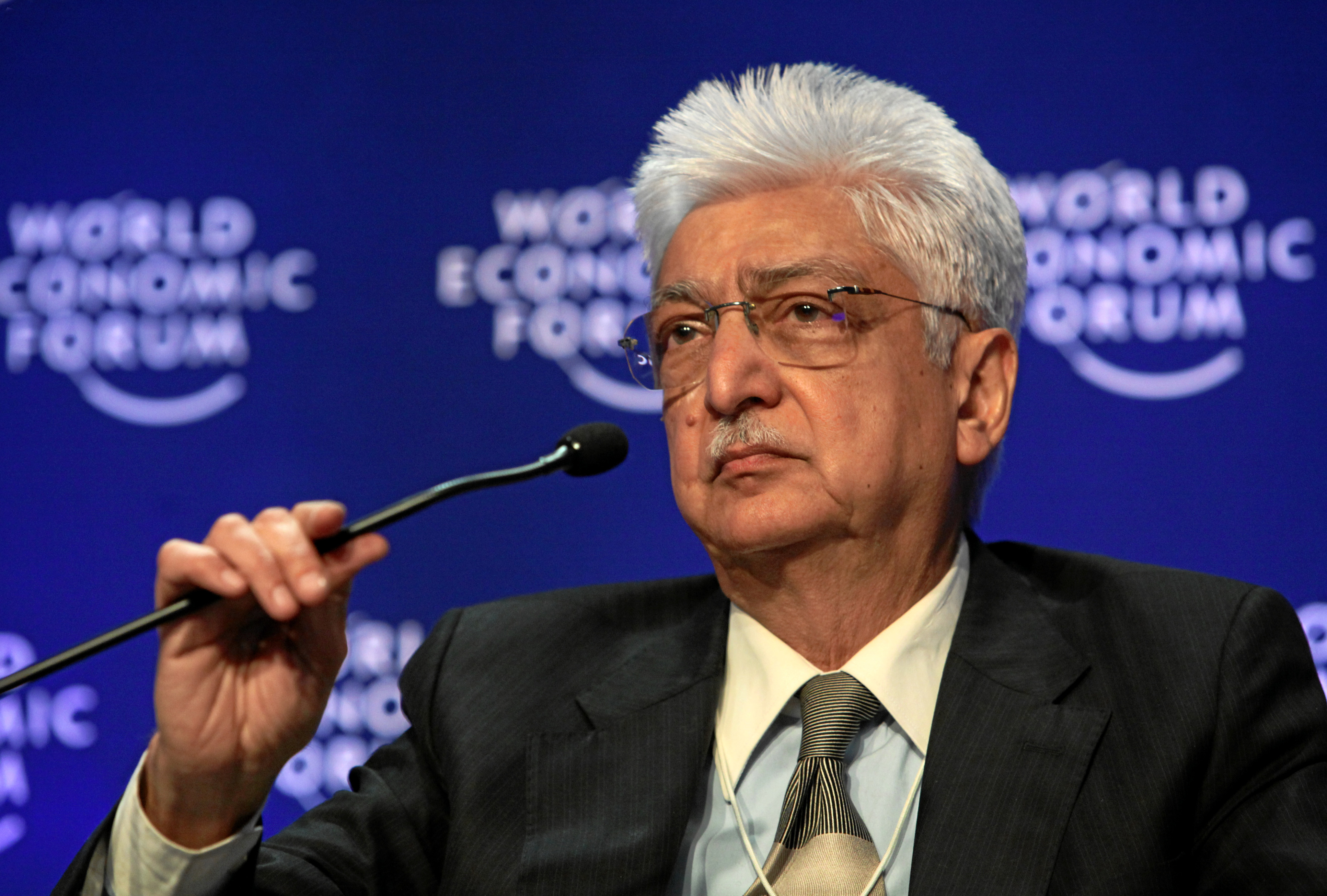
世界経済フォーラム 2009

アジム・ハーシム・プレムジ（Azim Hashim Premji / عظیم حاشم پریمجی / अज़ीम हाशिम प्रेमजी、1945年7月24日 - ）はインドのバンガロールに本社をかまえる世界で最も大きなソフトウェア会社の一つウィプロ・テクノロジーの会長。フォーブスによれば1999年から2005年までインド一の資産家であったが、2023年時点では、インドで17番目、世界で208番目の資産家である。

## 人物
アジム・プレムジの家系はニザール派のムスリムであり、グジャラート地方に起源を持つ。1966年にスタンフォード大学工学部を21歳で卒業。それと同時に父の急死を知り、ファミリー・ベジタブル・オイル事業を指揮するように要請される。その後、石鹸やヘアケア商品を幅広く扱うが、ソフトウェア事業に方向転換し、世界的な成功を収める。2005年、インド人としてはじめてファラデー・メダル受賞。
現在はウィプロ本社のあるバンガロールに居を構えている。
吝嗇家として有名で、車は壊れるまで乗り、会社のトイレットペーパーの管理からオフィスの消灯までうるさくチェックするほど。事業の成功に比べ、慈善事業に消極的であることが地元民から批判され、2001年に4500万ドルを投じて、学校教育を支援する慈善団体を設立した。2011年には、同団体の援助により、バンガロールにアジム・プレムジ大学が開校された。
2011年、インドで2番目に高い民間人賞であるパドマ・ビブシャン賞を受賞。2017年にはカーネギー慈善勲章が授与された。